# Perm
| Perm pred 298.9–251.902 milijoni let PreЄ Є O S D C P T J K Pg N | |
| Srednja vrednost atmosferskega O 2 skozi obdobje | ok. 23 prost. % (115 % sedanje vrednosti)                                                                    |
| Srednja vrednost atmosferskega CO 2 skozi obdobje | ok. 900 ppm (3 krat pred industrijske vrednosti)                                                             |
| Srednja površinska temperatura skozi obsobje | ok. 16 °C (2 °C nad sedanjo vrednostjo)                                                                      |
| Višina gladine (nad sedanjo) | V zgodnjem permu dokaj konstantna (60 m); pada v srednjem permu na konstantno vrednost -20 m v poznem permu. |
| Ključni dogodki perma-300 —–-295 —–-290 —–-285 —–-280 —–-275 —–-270 —–-265 —–-260 —–-255 —–-250 —P a l e o z o i kM ZP e r mKarbonC i s u r a l i jG u a d a l u p i jL o p - i jAsselijSakmarijArtinskijKungurijRoadijWordijKapitanijWuchiapingijChanghsingijTrias ←izumrtje perm–trias←poznokapitansko veliko izumrtje←Olsonovo izumrtjePribližna časovnica ključnih dogodkov perma. Lestvica: pred milijoni let. | |

Pêrm je geološka doba v paleozoiku, ki je potekala od pred 280 do pred 248 milijoni let. Ime perm je dobila ta doba po ruski provinci Perm, kjer je največ najdenih usedlin iz te dobe. Trajala je 21 milijonov let, v tem obdobju se je dogajalo veliko tektonskega delovanja. V permu je prevladovalo kopno nad morjem to pa je povzročalo velike klimatske spremembe. Na južni polobli je nastala na področju ekvatorja ledena doba, na severni polobli pa je bila klima puščavska, to pa je imelo velik vpliv na organski svet. Življenjski pogoji v suhi in mrzli klimi niso ugodni in mnoge vrste, celo rodovi živih bitij so izumrli. Na severni polobli sta bili dve celini, na južni polobli pa kontinent Gondvana, med njimi pa Centralno sredozemsko morje- Tetida.

## Velik obseg morja Tetida
Morje Tetida je v tej dobi obsegalo veliko območje od Malajskega otočja preko današnjega področja Himalaje, Kitajske, Rusije, tu nastane premog v Donjeckem bazenu, usedline kasnejših Alp, usedline tega morja so razprostranjene po vsem današnjem Balkanu. Večina rudnih ležišč v srednji Evropi je iz tega obdobja. V Nemčiji so takšna ležišča soli, bakra, v Bosni so v tem času nastala ležišča železove rude pri Ljubiji in mnogo drugih rud.

## Rastlinstvo v permu
Rastlinstvo na južni polobli je bilo bujnejše kot na severni, na Gondvani rastejo praproti Glossopteris- (grško glossa- jezik), v severnih predelih pa golosemenke, Kordaiti in Walchia. Sodobne oblike žuželk in praprotnice so iz tega obdobja.

## Živalstvo v permu
Med živalstvom v tem obdobju so splošno razširjeni Kotilozavri, pomenijo pa zvezo med dvoživkami in plazilci. V istem času se razvijajo tudi terapsidi, anomodonti, Zverozobci ali Theriodonti, iz katerih so se razvili sesalci. Zverozobci so bili rastlinojedi, žužkojedi in tudi roparji, med njimi je bil največji gorgonopsid Inostrancevia- Inostrancevia alexandri.  Med ribami je najpomembnejša Paleolniscus iz skupine sklenoluskavk ter školjka- Edmondia, polž- Bellerophon ter ramenonožec- Ricthofenia. Glavonožci postanejo podobni Amonitom.